# Eugenio Oliveri
Eugenio Oliveri (Palermo, 21 agosto 1842 – Palermo, 15 giugno 1925) è stato un politico italiano.

## Biografia
Fu più volte sindaco di Palermo (31 dicembre 1893-25 luglio 1895), (2 settembre-5 novembre 1896), (12 novembre 1898-30 gennaio 1900).
Fu nominato senatore del Regno nel novembre 1898.
Fu Presidente della Cassa di risparmio e anche a lungo Presidente del Monte di pietà.

## Attività
Sotto la sua egida Palermo visse un periodo importante sotto il punto di vista della mobilità. Oliveri infatti inaugurò, come sindaco di Palermo, la prima linea tranviaria elettrica della città, tra piazza Bologni e Rocca di Monreale (una borgata ai piedi del famoso centro di Monreale) nel maggio 1899. Il sindaco fondò anche la casa automobilistica APIS nel 1903.